# Géorgiques (Cassius Dionysus)
Pour les articles homonymes, voir Géorgiques (homonymie).
Les Géorgiques (en grec ancien Γεωργικα / Geôrgika, « agriculture ») est le titre d'un traité sur l'agriculture écrit au IIe siècle av. J.-C. par Cassius Dionysus.
Nous ne savons rien de son auteur, le peu d’information que nous possédons concernent son traité, perdu de nos jours, et sont données par les auteurs agronomes romains (Varron, Columelle, etc.). Son traité comportaient vingt livres dont huit étaient un résumé du monumental traité de Magon le Carthaginois et les douze autres étaient issus d’autres auteurs grecs que nous ne connaissons pas. C’est par l’intermédiaire de Cassius Dionysus que l’œuvre de Magon fut le plus popularisé dans le monde grec.

## Sources
- Varron, Rerum rusticarum (I, 1, 10-11).